# Pays-de-Belvès
Pays-de-Belvès es una comuna nueva francesa situada en el departamento de Dordoña, de la región de Nueva Aquitania.

## Historia
Fue creada el 1 de enero de 2016, en aplicación de una resolución del prefecto de Dordoña de 21 de diciembre de 2015 con la unión de las comunas de Belvès y Saint-Amand-de-Belvès, pasando a estar el ayuntamiento en la antigua comuna de Belvès.

## Demografía
| Gráfica de evolución demográfica de Pays-de-Belvès entre 1800 y 2013 |
|                                                                      |

Los datos entre 1800 y 2013 son el resultado de sumar los parciales de las dos comunas que forman la nueva comuna de Pays-de-Belvès, cuyos datos se han cogido de 1800 a 1999, para las comunas de Belvès y Saint-Amand-de-Belvès de la página francesa EHESS/Cassini. Los demás datos se han cogido de la página del INSEE.

## Composición
| Comuna delegada       | Código INSEE | Población (2013) | Superficie (km²) | Densidad (hab./km²) |
| --------------------- | ------------ | ---------------- | ---------------- | ------------------- |
| Belvès                | 24035        | 1383             | 23.66            | 58                  |
| Saint-Amand-de-Belvès | 24363        | 108              | 7.06             | 15                  |